# Bodgärdssjön
Bodgärdssjön är en sjö i Örnsköldsviks kommun i Ångermanland och ingår i Moälvens huvudavrinningsområde. Sjön är 8,8 meter djup, har en yta på 0,217 kvadratkilometer och är belägen 88 meter över havet.

## Delavrinningsområde
Bodgärdssjön ingår i det delavrinningsområde (704394-162973) som SMHI kallar för Utloppet av Bodgärdssjön. Medelhöjden är 171 meter över havet och ytan är 3,99 kvadratkilometer. Det finns inga avrinningsområden uppströms utan avrinningsområdet är högsta punkten. Vattendraget som avvattnar avrinningsområdet har biflödesordning 3, vilket innebär att vattnet flödar genom totalt 3 vattendrag innan det når havet efter 39 kilometer. Avrinningsområdet består mestadels av skog (81 procent). Avrinningsområdet har 0,22 kvadratkilometer vattenytor vilket ger det en sjöprocent på 5,5 procent.